# Balogh János (politikus, 1759–1827)
Galántai Balogh János (Podrecsány, 1759. október 12. – Füss, 1827. szeptember 23.) alispán.

## Élete
Tanulmányait Vácon kezdte, Nagyszombatban folytatta és Budán az egyetemen végezte. 1780-ban ügyvédi oklevelet nyert és Pesten ügyvédkedett. 1782. május 2-án Bars vármegye tiszteletbeli főjegyzőnek választotta. 1790. március 18-án Komárom vármegye tisztújításán gróf Nádasdy Mihály főispán főjegyzőnek és táblabírónak nevezte ki. Ez alkalomból egy latin nyelvű beszéd jelent meg tőle nyomtatásban. 1792. március 28-án Komárom megye választotta országgyűlési követnek. Ebben az évben ajánlatát elfogadták, hogy a megyei jegyzőkönyvet ő maga magyar nyelven vezesse. Magyar jegyzeteit, mielőtt letisztázta Péczeli József komáromi református prédikátorral közölte. 1794. április 29-én Komárom megye másod-, 1806. október 6. pedig első alispánjának választották. 1810. május 8-án hivataláról leköszönt és nyugalomba vonult bars vármegyei birtokára. Az 1796. 1802. 1805. 1807. és 1808. országgyűléseken Komárom megyét, az 1811. és 1825–1827. köztin pedig Bars megyét képviselte.

## Művei
Mint ellenzéki szónok az országgyűléseken vezérszerepet játszott. Beszédei az országgyűlési Naplókban jelentek meg.
Arcképét 1828-ban Bars-megye ünnepélyesen kifüggesztette üléstermében Aranyosmaróton, ennek rézmetszete Thewrewk Pantheonjában jelent meg 1830-ban.